# Search Party

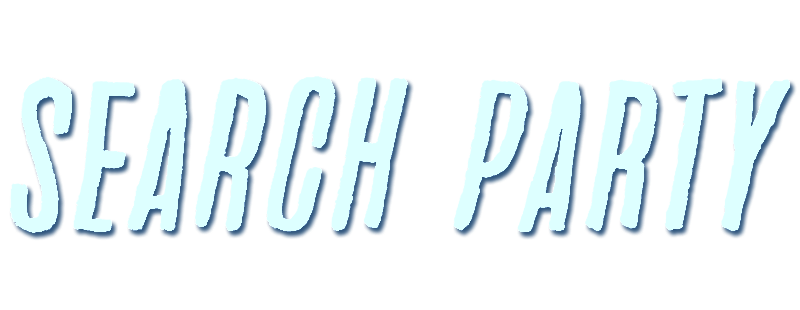
Logo da série Search Party

Search Party é uma série de televisão de suspense e humor negro estadunidense criada por Sarah-Violet Bliss, Charles Rogers e Michael Showalter. É estrelada por Alia Shawkat, John Reynolds, John Early, Meredith Hagner, Brandon Micheal Hall.
A primeira temporada estreou na TBS em 21 de novembro de 2016, e a segunda temporada estreou em 19 de novembro de 2017. Depois de ser renovada para uma terceira temporada em 2018, foi anunciado que a série seria produzida pelo serviço de streaming da WarnerMedia HBO Max. A quarta temporada estreou em 14 de janeiro de 2021, com uma quinta temporada sendo anunciada em 9 de fevereiro de 2021.

## Elenco e personagens

### Principal
- Alia Shawkat como Dory Sief[2]
- John Reynolds como Drew Gardner[2]
- John Early como Elliott Goss[2]
- Meredith Hagner como Portia Davenport[2]
- Brandon Micheal Hall como Julian Marcus (1–2 temporada; 3-4 convidado)

### Recorrente
- Clare McNulty como Chantal Witherbottom
- Ron Livingston como Keith Powell
- Jeffery Self como Marc
- Bonnie Milligan como Katherine Witherbottom
- Connor Ratliff como Ted
- Catherine Lloyd Burns como Linda Witherbottom
- Christine Taylor como Gail
- Phoebe Tyers como April
- Claire Tyers como June (2–3 temporada)
- Tymberlee Hill como Joy Hartman (2–3 temporada)
- Jennifer Kim as Agnes Cho (1–2 temporada)
- Christine Ebersole como Mariel Davenport (1–2 temporada, 4° temporada)
- Rosie Perez como Lorraine De Coss (1° temporada)
- Parker Posey como Brick (1° temporada)
- Michael Showalter como Max (1–2 temporada)
- Kate Berlant como Nia Carpourtalas (1–2 temporada, 4° temporada)
- J. Smith-Cameron como Mary Ferguson (2-3 temporada)
- Judy Reyes como Deb (2–3 temporada)
- Jay Duplass como Elijah (2–3 temporada)
- Griffin Newman como Gavin (1° temporada)
- Michaela Watkins como Polly Danzinger (3° temporada)
- Shalita Grant como Cassidy Diamond (3° temporada)
- Louie Anderson como Bob Lunch (3° temporada)
- Chloe Fineman como Charlie Reeny (3-4 temporada)
- Ann Dowd como Paula Jo Bridgewater (4° temporada)
- Cole Escola como Chip Wreck (3-4 temporada)
- Jim Santangeli como Garrett (3° temporada)

### Convidado
- Judy Gold como Paulette Capuzzi
- Alysia Reiner como Trina
- Tunde Adebimpe como Edwin
- Sunita Mani como Pia
- Jo Firestone como Carla, rehab patient
- Chelsea Peretti como Patsy Monahan
- Wallace Shawn como William Badpastor
- Annette O'Toole como Diana Fontaine
- Susan Sarandon como Lylah
- Christopher McDonald como Bill
- Griffin Dunne como Richard Wreck
- Deborah Rush como Gertrude
- Busy Philipps como Donna DiMarco
- R. L. Stine como ele mesmo
- Lillias White como Wilma

## Episódios
| Temporada | Temporada | Episódios | Episódios | Originalmente exibido  | Originalmente exibido  | Originalmente exibido |
| Temporada | Temporada | Episódios | Episódios | Estreia da temporada   | Final da temporada     | Emissora              |
| --------- | --------- | --------- | --------- | ---------------------- | ---------------------- | --------------------- |
|           | 1         | 10        | 10        | 17 de novembro de 2016 | 25 de novembro de 2016 | TBS                   |
|           | 2         | 10        | 10        | 19 de novembro de 2017 | 17 de dezembro de 2017 | TBS                   |
|           | 3         | 10        | 10        | 25 de junho de 2020    | 25 de junho de 2020    | HBO Max               |
|           | 4         | 10        | 10        | 14 de janeiro de 2021  | 28 de janeiro de 2021  | HBO Max               |

## Recepção
A primeira temporada da série recebeu críticas positivas. Possui 100% de aprovação no Rotten Tomatoes, com base em 36 avaliações, com uma classificação média de 8/10. O consenso crítico do site diz "Search Party é um mistério envolvente, estranho, sombrio e engraçado, elevado por performances excepcionais do começo ao fim". No Metacritic, a temporada detém uma classificação de 81 de 100, com base em 19 avaliações, indicando "aclamação universal".